# Danijel Subotić
Danijel Subotić (Данијел Суботић; Doboj, 31 gennaio 1989) è un calciatore bosniaco naturalizzato svizzero, attaccante del Glattbrugg.

## Carriera

### Club
Cresce calcisticamente nelle giovanili del Basilea.
Il 7 gennaio 2008 firma un triennale con il Portsmouth.
In seguito passa in prestito allo Zulte Waregem, in Jupiler League, disputando 13 incontri e realizzando una rete. A fine stagione rientra al Portsmouth per una stagione.
Il 28 agosto 2010 passa a titolo definitivo al Grosseto, in Serie B.
Esordisce in Serie B il 6 novembre 2010 in Grosseto-Torino (0-0), subentrando nei minuti finali a Marco Guidone. Il 2 gennaio 2011, dopo sole 4 presenze, rescinde il contratto che lo legava ai maremmani.
Il 26 febbraio 2011 viene acquistato a costo zero dai rumeni dell'Universitatea Craiova, realizzando 5 reti in 16 presenze. Passa poi al Târgu Mureș, in Liga I.
La stagione seguente passa al Volyn, in Ucraina.

### Nazionale
Potendo scegliere di giocare nella Nazionale bosniaca o in quella svizzera il calciatore opta per quest'ultima dove ha finora giocato nell'Under-19.

## Statistiche

### Presenze e reti nei club
Statistiche aggiornate al 04 Aprile 2018.
| Stagione        | Squadra         | Campionato      | Campionato | Campionato | Coppe nazionali | Coppe nazionali | Coppe nazionali | Coppe continentali | Coppe continentali | Coppe continentali | Altre coppe | Altre coppe | Altre coppe | Totale | Totale |
| Stagione        | Squadra         | Comp            | Pres       | Reti       | Comp            | Pres            | Reti            | Comp               | Pres               | Reti               | Comp        | Pres        | Reti        | Pres   | Reti   |
| --------------- | --------------- | --------------- | ---------- | ---------- | --------------- | --------------- | --------------- | ------------------ | ------------------ | ------------------ | ----------- | ----------- | ----------- | ------ | ------ |
| 2008-2009       | Zulte Waregem   | D1              | 13         | 1          | CB              | 2               | 0               | -                  | -                  | -                  | -           | -           | -           | 15     | 1      |
| 2009-2010       | Portsmouth      | PL              | 0          | 0          | FACup+CdL       | 0               | 0               | -                  | -                  | -                  | -           | -           | -           | 0      | 0      |
| 2010-gen. 2011  | Grosseto        | B               | 4          | 0          | CI              | 0               | 0               | -                  | -                  | -                  | -           | -           | -           | 4      | 0      |
| gen.-giu. 2011  | Univ. Craiova   | Liga I          | 16         | 5          | CR              | -               | -               | -                  | -                  | -                  | -           | -           | -           | 7      | 1      |
| 2011-2012       | Târgu Mureș     | Liga I          | 15         | 2          | CR              | 2               | 1               | -                  | -                  | -                  | -           | -           | -           | 17     | 3      |
| 2012-2013       | Volyn'          | PL              | 23         | 4          | KU              | 2               | 1               | -                  | -                  | -                  | -           | -           | -           | 25     | 5      |
| 2013-2014       | Qəbələ          | PL              | 29         | 12         | AK              | 6               | 1               | -                  | -                  | -                  | -           | -           | -           | 35     | 13     |
| 2014-2015       | Al-Qadisiya     | PL              | 28         | 12         | -               | -               | -               | AFC+AFC+ACL        | 4+6+2              | 3+1+0              | SK          | 1           | 1           | 41     | 17     |
| Totale carriera | Totale carriera | Totale carriera | 128        | 36         |                 | 12              | 3               |                    | 12                 | 4                  |             | 1           | 1           | 153    | 44     |

## Palmarès

### Club

#### Competizioni nazionali
- Kuwait Super Cup: 1

Al-Qadisiya: 2014
- Kuwait Emir Cup: 1

Al-Qadisiya: 2014-2015
- Campionato moldavo: 1

Sheriff Tiraspol: 2015-2016
- Supercoppa di Moldavia: 1

Sheriff Tiraspol: 2016

#### Competizioni internazionali
- Coppa dell'AFC: 1

Al-Qadisiya: 2014

### Individuale
- Capocannoniere del campionato moldavo: 1

2015-2016 (12 reti)